# Jinošov
Jinošov település Csehországban, a Třebíči járásban. Jinošov Velká Bíteš, Náměšť nad Oslavou, Hluboké és Pucov településekkel határos. Lakosainak száma 280 fő (2024. január 1.).

## Népesség
A település lakosságának változását az alábbi diagram mutatja:
| Lakosok száma | 311  | 368  | 305  | 345  | 357  | 322  | 226  | 239  | 239  | 280  |
|               | 1869 | 1890 | 1921 | 1950 | 1980 | 2001 | 2017 | 2019 | 2022 | 2024 |